# تاكاشي كوندو (لاعب كرة قدم)
تاكاشي كوندو (باليابانية: 近藤 貴司) (26 أبريل 1992 في طوكيو في اليابان – )؛ هو لاعب كرة قدم ياباني سابق كان يلعب كلاعب وسط.

## وصلات خارجية
- تاكاشي كوندو على موقع رابطة كرة القدم اليابانية للمحترفين (اليابانية)
- تاكاشي كوندو على موقع قاعدة بيانات كرة القدم.إي يو (الإنجليزية)
- تاكاشي كوندو على موقع Soccerway.com (الإنجليزية)
- تاكاشي كوندو على موقع عالم كرة القدم.نت (الإنجليزية)